# Film Now
Film Now (în trecut Digi Film) este un post de televiziune al companiei RCS & RDS, dedicat difuzării de filme. Se recepționează numai în rețelele analogice și digitale ale RCS & RDS. La lansare, în anul 2008, era în sistem PPV și era denumit Digi Film 1. Din 1 februarie 2011 Digi Film a fost relansat ca canal Premium Pay TV.
Din 1 septembrie 2022 postul Film Now a fost închis în Ungaria. 